# Тимоти Долтон
Тимоти Долтон (рођен као Тимоти Леонард Долтон Легет 21. марта 1946. године) је британски глумац. Најпознатији је по улогама Џејмса Бонда у филмовима Дах смрти (1987) и Дозвола за убиство (1989), као и господина Рочестера у серији Џејн Ејр (1983), Рета Батлера у телевизијској минисерији Scarlett (1994) и Симона Скинера у филму Пандури у акцији (2007).

## Младост
Долтон је рођен у Колвин Беју, северни Велс. Отац му је био Енглез, Питер Долтон Легет који је био капетан у Управи за специјалне операције током Другог светског рата и био је огласни извршитељ у време рођења сина. Мајка му је била Американка, Дороти Сколс, италијанског и ирског порекла. Пре његовог четвртог рођендана, породица се преселила у Енглеску у Белпер у Дарбиширу. Док је био у Белперу, похађао је гимназију Херберта Струта. Као тинејџер је био члан ваздухопловног тренинг корпуса LXX (Croft & Culcheth) Squadron. Одлучио је да постане глумац са 16 година пошто је видео продукцију Магбета и добио је улогу у продукцији представе у Олд Вику. Школу је напустио 1964. године да би се уписао на Краљевску академију драмске уметности и гостовао у Националном омладинском позоришту. Долтон није завршио студије драмске уметности, а академију је напустио 1966. године да би се придружио ансамблу Репертоарског позоришта у Бирмингему. Имао је амбиције да буде глумац, што је пријало његовом оцу: "Драго је свима на породичној страни мога оца. Моја мајка и њена страна су се, међутим, бринули. Ниједна од њих није осећала да глума представља сигурну професију за младића."

## Каријера
Долтон се брзо пребацио на телевизију, сарађујући углавном са Би-Би-Сијем, а у 1968. години дебитовао је у улози Филипа II Августа у филму Зима једног лава. Ово је први од неколико драмских филмова који су потом уследили. У Орканским висовима из 1970. године глумио је Хитклифа. Након још неколико филмова, Долтон је направио паузу 1971. године да се концентрише на позориште, наступајући са "Royal Shakespeare Company" и другим трупама широм света. У 1975. години Долтон и Вивијен Мерчант играли су у главним улогама у Коуардовом позоришном комаду The Vortex.
Уз два изузетака, филмовима Mary, Queen of Scots (1971) и Permission to Kill (1975), остао је позоришни глумац до 1978. године. Те године је глумио у мјузиклу Sextette као супруг 85-огодишње Меј Вест, означавајући повратак у биоскоп и почетак његове америчке каријере. Док је био у Сједињеним Државама, Долтон је радио углавном на телевизији, иако је глумио у неколико филмова. За то време, глумио је принца Барина у научнофантастичном филму Флеш Гордон (1980) и глумио господина Рочестера у Би-Би-Сијевој серији Џејн Ејр (1983). Долтон је глумио заједно са Џонатаном Прајсом у филму The Doctor and the Devils (1985).
Долтон је сарађивао са Џоун Колинс у минисерији Sins (1986). Такође је замењен у два филма за које је потписао за наступ. Понуђена му је улога британског премијера Вилијама Лема у филму Lady Caroline Lamb. Режисери су га у последњем тренутку заменили Џоном Финчом, а Долтон их је тужио због кршења уговора и добио одштету.
Године 1985. Долтон је изабран да глуми Дон Алфонса де ла Тореа у филму Pirates Романа Поланског. Њих двојица се нису слагали, па је Полански заменио Долтона Дамјеном Томасом.

### Џејмс Бонд (1986—1994)

#### Почетне понуде
Долтон је неколико пута разматран за улогу Џејмса Бонда. Према документарцу Inside The Living Daylights, продуценти су се први пут обратили Долтону 1968. године за филм  У тајној служби Њеног величанства, мада и сам Долтон у том истом документарцу тврдио да се тај контакт догодио када је имао 24 или 25 година и када је већ снимао филм Mary, Queen of Scots (1971). Долтон је рекао продуцентима да је премлад за улогу. У интервјуу из 1987. године, Долтон је рекао: "Првобитно нисам хтео да преузмем улогу од Шона Конерија. Имао сам око 24 или 25, што је превише младо за ту улогу. Али ако сте гледали Бонда од почетка, не преузимате улогу од Шона Конерија." У 1979. или 1980, поново су га контактирали, али није му се допадао смер у којем се филмови крећу, нити је мислио да су продуценти озбиљно тражили новог 007. Како је објаснио, његова идеја о Бонду била је другачија. У епизоди телевизијске серије Чарлијеви анђели из 1971. године, Долтон је играо улогу Дамјена Рота, милионера плејбоја, чији је лик Дејвид Дојл описао као "пресликани Џејмс Бонд".
Долтон је 1986. године добио улогу Бонда након што се Роџер Мур повукао, а Пирс Броснан није био доступан због уговорних обавеза према телевизијској серији Remington Steele. Долтон је завршавао снимање филма Brenda Starr а режисери филма Дах смрти одложили су снимање за шест недеља.

#### Филмови
Долтоново прво појављивање као 007 у филму Дах смрти (1987) било је критички успешно, и имало је више позитивних критика него било који од претходна два филма о Бонду са Муром (Октопуси (1983) и Поглед на убиство (1985)), као и тадашњим конкурентским филмовима као што су Умри мушки и Смртоносно оружје. Његов други филм, Дозвола за убиство (1989), иако готово једнако успешан као и његов претходник на већини тржишта, није добро прошао на америчкој благајни, великим делом због лажне маркетиншке кампање, након што је наслов филма био нагло промењен из Licence Revoked. Главни фактор недостатка успеха у Сједињеним Државама био је тај што је објављен у исто време када су објављени успешни филмови Индијана Џоунс и последњи крсташки поход, Тим Бертонов  Бетмен и Смртоносно оружје 2, током летње блокбастер сезоне. У Великој Британији—једном од главних тржишта дистрибуције—филм је такође био ометен добијањем забране за особе млађе од 15 година од стране Британског одбора филмске класификације, што је озбиљно утицало на његов комерцијални успех. Будући филмови о Бонду, након решавања правних и других питања, објављивани су у периоду од 31. октобра до средине децембра, како би се избегао ризик од летњег неуспеха, као што се догодило са филмом Дозвола за убиство.
Са укупном бруто зарадом од 191 милион долара, Дозвола за убиство постао је четврти најуспешнији Бондов филм у тренутку његовог објављивања. Године 1998. објављено је друго делукс издање музике из Бондових филмова. Дах смрти је био један од првих филмова који је добили делукс издање. Књижица / постер овог ЦД-а садржи цитат Метро-Голдвин-Мејера о томе да је Дозвола за убиство четврти најуспешнији филм о Бонду.
Долтон је потписао уговор за три филма о Бонду. Предпродукција његовог трећег филма започела је 1990. године, да би био објављен 1991. године. Оно што је потврђено јесте да ће се прича бавити уништењем лабораторија за израду хемијског оружја у Шкотској, а догађаји ће се одвијати у Лондону, Токију и Хонг Конгу. Филм је отказан због правних проблема између Метро-Голдвин-Мејера и Eon Productions-а, који су трајали четири године.
Правна битка завршена је 1993. године, а очекивало се да ће се Долтон вратити као Џејмс Бонд у следећем филму о Бонду, који је касније назван Златно око. Иако му је истекао уговор, преговори са њим о обнављању су се одвијали. Долтон је изненадио све 12. априла 1994. године најавом да се неће вратити као Џејмс Бонд. У то време снимао је мини серију Scarlett. Најава за новог Бонда стигла је два месеца касније, при чему је за улогу изабран Пирс Броснан. Долтон је изјавио 2007. године: "требало је да направим још једну, али је отказана јер су Метро-Голдвин-Мејер и продуценти филма покренули тужбу која је трајала пет година. Након тога, нисам више желела то да радим."

#### Долтон као Бонд
Долтон је глумио Бонда у филмовима Дах смрти (1987) и Дозвола за убиство (1989), петнаест и шеснаести део у франшизи. За разлику од Мура, који је Бонда приказао као племићког плејбоја, Долтоново приказивање Бонда било је мрачније и озбиљније. Долтон се заложио за поновни нагласак на грозном реализму романа Ијана Флеминга уместо на фантастичне завере и хумор.
Мислим да је Роџер био добар као Бонд, али филмови су постали превише техно-поп и изгубили су траг њихове приче. Мислим, чинило се да сваки филм има негативца који је морао владати или уништити свет. Ако желите да верујете фантазији на екрану, онда морате да верујете ликовима и да их користите као одскочну даску да вас одведу у овај свет маште. То сам тражио и Алберт Броколи се сложио са мном.— Долтон је то изјавио у интервјуу из 1989. године.
Обожаватељ књижевног лика, често виђен како поново чита новеле на сету, Долтон је био одлучан да се приближи улози и игра истинитије оригиналном лику којег је описао Флеминг. Његов 007, према томе, наишао је као невољни агент који није увек уживао у задацима који су му били додељени, нешто што се раније видело на екрану, можда делимично у Лејзенбијевом Бонду у филму  У тајној служби Њеног величанства. У Даху смрти, на пример, Бонд критикује колегу Сандерса: "Испуните моја наређења! ... Реци М шта хоћеш. Ако ме отпусти, захвалићу јој на томе." То је био елемент који се допао Долтон када је прочитао сценарио". У филму Дозвола за убиство, Бонд одустаје од Тајне службе како би се бавио својим планом освете.
За разлику од Мура, који увек изгледа као да командује, Долтонов Бонд понекад изгледа као кандидат за психијатријски кауч – изгорели убица који можда има довољно енергије за једну последњу мисију. То је био Флемингов Бонд - човек који је пио да умањи отров у свом систему, отров насилног света са немогућим захтевима ....— Написао Стивен Џеј Рубин у The Complete James Bond Movie Encyclopaedia (1995).
Овај приступ показао се као мач са две оштрице. Филмски критичари и обожаватељи Флемингових оригиналних романа поздравили су озбиљнију интерпретацију након више од деценије Муровог приступа. Међутим, Долтонови су филмови критиковани због њиховог компаративног недостатка хумора. Долтонова озбиљна интерпретација није била само у приказивању лика, већ и у самом извођењу већине акробација акционих сцена. Његов режисер, Џон Глен, прокоментарисао је "" Тим је веома убедљив Џејмс Бонд. Када у руци има пиштољ, верујете да би заиста могао некога убити. Мислим да то никада није био случај са Роџером Муром. "
Неки модерни критичари Долтон су повољно упоређивали са Данијелом Крејгом. Гардијан је написао да "желе да Бонд буде ближи оригиналном лику Ијана Флеминга. Они желе да он буде грубљи, мрачнији и мање шаљив. Чини се да, заправо, желе да се Долтон врати. " Долтон је сам тврдио да су филмови о Бонду са главном улогом Данијела Крејга „уверљивији“ на начин на који је желео да буду његов властити Бонд у филмовима:
| „ | ...Ушао сам под одређеним околностима. Превладавајућа мудрост у то време - за коју бих рекао да сам је и сам делио - била је да је серија, иако веома забавна, постала прилично сатирична. И продуцент, господин Броколи, то је осетио, и желео је да проба да се врати својим оригиналним коренима са оним филмовима о Шону Конерију. Све сам их волео, и волео сам књиге.. ... То је био лабави оквир у који смо се некако упустили, али тада откријете да нико други не жели све то променити! Студио то не жели да мења, људи који раде у њему не желе да мењају ... Сви су задовољни оним што знају. И сви интелектуално кажу: "Па, да, требали смо, помало је устајало, мало је добило ово, оно и слично", али нико заправо не жели. Тако да није било лако као што би неко могао мислити. Мислим, да су сада променили. Мислим да сада, са Данијелом [Крејгом], то јесу успели. Али то је било, шта, скоро 20 година касније, да су се упустили у нешто веродостојније?" | ” |

Долтон је о својој улози Бонда изјавио:
| „ | ... Морао бих бити опрезан шта да кажем, јер, наравно, сви су заинтересовани за Бонда. То је скоро као заграда или балон у нечијем животу. Сви третирају идеју о Бонд филму различиту од било чега другог. Мислим, новинари спознају причу коју желе да напишу, док на уобичајеном делу откривамо шта да пишемо. Откривамо шта радимо. То је део креативног процеса. Али у филму о Бонду? Не. Људи знају о чему желе да пишу. И они заиста знају шта желе. Сви имају мишљење, од врха студија па до момка на улици. Али некако си ... изван. Нико, без обзира колико неко може добро да информише, не може да вам каже - а ја сигурно не могу тачно да саопштим - како је то бити глумац који глуми Џејмса Бонда. Једини глумци који то могу су остали глумци који су играли улогу. Стварно је запањујуће. Као да сте у балону. Права је, драгоцена је, узбудљива и може пружити велико задовољство. А ипак је некако нестварно. Не, заборави мало "нестварног" дела. Али то је некако изван нормалног курса онога у чему сви делимо ... Фантастично искуство. " | ” |

 Његово време као Бонд омогућило му је да ради на пројектима који су га занимали, " филм "Hawks" се бави темом од изузетне важности: Зашто је потребна криза да бисте схватили колико је крвав драгоцени живот? Нажалост, то је рак, што није реч коју филмски бизнис сматра нарочито комерцијалном. Ипак, извођење првог филма о Бонду омогућило ми је да направим "Hawks". Ово је комерцијални посао. Ако имате комерцијални успех, побољшали сте опстанак у свету глуме."

### Каријера након улоге Бонда
Након својих филмова о Бонду, Долтон је своје ангажовање поделио између позорнице, телевизије и филмова и диверзификовао ликове које је играо. Ипак известан период сматрано је да ће Долтон глумити Бонда у филму Златно око. Уместо тога, глумио је нацистичког шпијуна Невила Синклера у филму The Rocketeer (1991) и Рета Батлера у мини-серији Scarlett, која је телевизијски наставак филма Прохујало са вихором. Такође се појавио као криминалац доушник Еди Мајерс у британском ТВ филму Framed (1992). Имао је главну улогу у епизоди ТВ серије Tales from the Crypt.
Током друге половине деведесетих глумио је у неколико кабловских филмова, од којих су најистакнутији драма о Ирској револуционарној армији The Informant и акциони трилер Made Men. У ТВ филму Клеопатра (1999) глумио је Јулија Цезара. Играо је пародијски лик Џејмса Бонда по имену Дамјан Дрејк у филму Looney Tunes: Back in Action (2003). Крајем те године и почетком 2004. године, вратио се у позориште да би глумио лорда Азријела у сценској верзији His Dark Materials. Долтон је глумио Симона Скинера, који је водио локални супермаркет, у акционој комедији Hot Fuzz, који је објављен 2007. године.
Долтон се још једном вратио на британску телевизију у гостујућој улози Доктор Хуовом 2009–2010 дводелном специјалу The End of Time. У 2010. и 2011. години глумио је у неколико епизода четврте сезоне америчке шпијунске комедије Chuck у улози Алексеја Волкова.
Долтон је дао глас Барону Бодигаћи у анимираном филму Прича о играчкама 3, који је објављен 18. јуна 2010. године, а затим у телевизијским специјалима Toy Story of Terror! (2013) и Toy Story That Time Forgot (2014), као и у наставку Прича о играчкама 4 (2019). У 2012. години, Долтон је дао глас Лорду Милорију у анимираном филму Звончица и тајна крила.
Од 2014. до 2016. године, Долтон је три сезоне играо улогу Сер Малколма Мураја у оригиналној телевизијској серији  Шоутајма  Penny Dreadful.

## Приватни живот
Долтон је као младић био у вези са новинарком Кејт Ади, а потом са енглеском глумицом Ванесом Редгрејв (са којом је 1971. године глумио у филму Mary, Queen of Scots а 1979. године у филму Agatha) од 1971. до 1986. године.
Био је у вези с музичарком Оксаном Григоријевом током деведесетих година, а упознали су се 1995. године, док је била запослена као преводилац за филмског продуцента Никите Михалкова. Долтон и Григоријева добили су сина (рођен у августу 1997. године) по имену Алекандер. Раскинули су око 2003. године.
Долтон је навијач Манчестер ситија, и често је виђен на трибинама Градског стадиона у Манчестеру како бодри тим.

## Филмографија
| Улоге Тимоти Долтон |                                 |                 |                        |          |
| Година              | Српски назив                    | Изворни назив   | Улога                  | Напомена |
| 2019.               | Прича о играчкама 4             |                 | Барон Бодигаћа (глас)  |          |
| 2010.               | Туриста                         |                 | главни инспектор Џоунс |          |
| 2010.               | Прича о играчкама 3             |                 | Барон Бодигаћа (глас)  |          |
| 2007.               | Пандури у акцији                |                 | Сајмон Скинер          |          |
| 2005.               | Херкулес                        |                 |                        |          |
| 2003.               | Шашава дружина: Поново у акцији |                 | Демијен Дрејк          |          |
| 2001.               |                                 |                 |                        |          |
| 2001.               | Опседнут                        |                 |                        |          |
| 2000.               |                                 |                 |                        |          |
| 1999.               | Клеопатра                       |                 |                        |          |
| 1999.               |                                 |                 |                        |          |
| 1997.               |                                 |                 |                        |          |
| 1997.               | Козметичарка и звер             |                 |                        |          |
| 1996.               |                                 |                 |                        |          |
| 1994.               |                                 |                 |                        |          |
| 1994.               |                                 |                 |                        |          |
| 1994.               |                                 |                 |                        |          |
| 1993.               |                                 |                 |                        |          |
| 1992.               |                                 |                 |                        |          |
| 1991.               | Ракеташ                         |                 | Невил Синклер          |          |
| 1990.               |                                 |                 |                        |          |
| 1989.               | Дозвола за убиство              | Licence To Kill | Џејмс Бонд             |          |
| 1988.               |                                 |                 |                        |          |
| 1987.               | Дах смрти                       |                 | Џејмс Бонд             |          |
| 1986.               | Бренда Стар                     |                 |                        |          |
| 1985.               |                                 |                 |                        |          |
| 1985.               | Флоренс Најтингејл              |                 | Флоренс Најтингејл     |          |
| 1983.               | Џејн Ер                         |                 |                        |          |
| 1981.               | Шанел Солитаире                 |                 |                        |          |
| 1980.               | Флеш Гордон                     |                 | принц Балин            |          |
| 1979.               |                                 |                 |                        |          |
| 1979.               |                                 |                 |                        |          |
| 1978.               |                                 |                 |                        |          |
| 1975.               |                                 |                 |                        |          |
| 1971.               | Марија, краљица Шкота           |                 | Хенри Стјуарт          |          |
| 1970.               |                                 |                 |                        |          |
| 1970.               | Кромвел                         |                 |                        |          |
| 1968.               | Зима једног лава                |                 | краљ Филип II          |          |